# Gabriel Daniel
Gabriel Daniel (Ruan, 8 de febrero de 1649-París, 23 de junio de 1728) fue un historiador jesuita francés.
Fue educado por los jesuitas, entrando a la orden a la edad de dieciocho años, y se hace superior en París. Es más conocido por su libro Histoire de France depuis l'établissement de la monarchie française (primera ed. completa, 1713), que fue republicado en 1720, 1721, 1725, 1742, y (la última edición con notas de Henri Griffet) en 1755-1760. Siendo publicado un resumen en 1724 (trad. al inglés, 1726), y otro resumen fue publicado por Dorival en 1751.
Aunque llena de prejuicios que afectan a su precisión, Daniel tenía la ventaja de consultar valiosas fuentes originales. su Histoire de la milice française, etc. (1721) es superior que Histoire de France. Daniel también escribió una respuesta a Blaise Pascal Lettres_provinciales, titulada Entretiens de Cleanthe et d'Eudoxe sur les lettres provinciales (1694); dos tratados en Descartes' teorías sobre la inteligencia de los animales inferiores, y otras obras.